# منتخب تاهيتي لكرة السلة
منتخب تاهيتي لكرة السلة هو ممثل تاهيتي الرسمي في المنافسات الدولية في كرة السلة
.